# Sedamnaesterokut
Sedamnaesterokut, u geometriji označava mnogokut sa sedamnaest stranica, tj. heptadekagon, koji se još ponegdje u literaturi zove i heptadekaedar.

## Konstrukcija pravilnog sedamnaesterokuta
Konstrukciju pravilnog sedamnaesterokuta otkrio je Carl Friedrich Gauss 1796. Naime, konstrukcija heptadekagona bila bi lako
izvediva ako nam je poznato kako konstruirati kut od {\displaystyle {2\pi  \over 17}} uz pomoć ravnala i šestara.
Iz konstruktibilnosti sedamnaesterokuta slijedi da se trigonometrijske funkcije argumenta {\displaystyle {2\pi  \over 17}} mogu izraziti pomoću osnovnih aritmetičkih operacija i korijenovanja. U Gaussovoj knjizi Disquisitiones Arithmeticae (Aritmetička istraživanja, 1801.) može se naći sljedeća jednakost, ovdje zapisana uporabom suvremenog matematičkog zapisa:
{\displaystyle \operatorname {cos} {2\pi  \over 17}={\frac {1}{16}}\left(-1+{\sqrt {17}}+{\sqrt {2\left(17-{\sqrt {17}}\right)}}+2{\sqrt {17+3{\sqrt {17}}-{\sqrt {2\left(17-{\sqrt {17}}\right)}}-2{\sqrt {2\left(17+{\sqrt {17}}\right)}}}}\right).}
Prvu konstrukciju sedamnaesterokuta koja se sastoji od 64 koraka objavio je Johannes Erchinger nekoliko godina poslije Gaussovog otkrića. Na sljedećoj slici se može vidjeti animirani prikaz Erchingerove konstrukcije: